# Chlorcyclohexan
Chlorcyclohexan ist eine organische Verbindung. Es handelt sich um ein Derivat des Cyclohexans, bei dem ein Wasserstoffatom gegen Chlor ausgetauscht ist.

## Herstellung
Chlorcyclohexan kann hergestellt werden, indem Cyclohexanol mit konzentrierter Salzsäure und wasserfreiem Calciumchlorid erhitzt wird. Bei der Reaktion von Cyclohexen mit Chlorwasserstoff in Essigsäure entsteht Chlorcyclohexan sowie als Nebenprodukt Cyclohexylacetat. Dabei haben die Reaktionsbedingungen einen großen Einfluss auf das Produktverhältnis. Höhere Konzentrationen an Chlorwasserstoff führen zu einer besseren Ausbeute an Chlorcyclohexan, ebenso wie ein Zusatz von Tetramethylammoniumchlorid.

## Reaktionen
Durch Reaktion mit Magnesium kann Cyclohexylmagnesiumchlorid hergestellt werden. Dies wird unter anderem zur Herstellung von Cyhexatin eingesetzt. Mit Thioharnstoff bildet Chlorcyclohexan Einschlussverbindungen.